# Euogus ravenna
Euogus ravenna är en stekelart som beskrevs av John S. Noyes och Woolley 1994. Euogus ravenna ingår i släktet Euogus och familjen sköldlussteklar. Inga underarter finns listade i Catalogue of Life.